# Benguela (província)
Benguela é uma das 18 províncias de Angola, localizada na região central do país. Tem como capital a cidade e município de Benguela.
Segundo as projeções populacionais de 2018, elaboradas pelo Instituto Nacional de Estatística, conta com uma população de 2.477.595 habitantes e uma área de 39.827 km², sendo a província mais populosa da faixa central da nação.
A província é constituída pelos seguintes municípios: Baía Farta, Balombo, Benguela, Bocoio, Caimbambo, Catumbela, Chongoroi, Cubal, Ganda e Lobito.

## Etimologia
O termo "Benguela" seria de origem umbunda, de raíz original nos termos "venga" ou "mbenga", do verbo "okuvenga" ou "okuvengela" que em português significa "sujar, turvar ou sujar-lhe", significado associado à água do rio Catumbela; pode significar também "escuro ou opaco", relacionado à floresta fechada anteriormente circundante à baía das Vacas.
Ainda existe a teoria que associa ao topónimo "Mbegela", nome de um rei do primitivo reino de Benguela, que existiu de maneira independente até à véspera dos primeiro contactos com os portugueses, quando tornou-se vassalo. Em todo o caso, "Benguela" foi um nome aportuguesado e fortemente convencionado, de maneira que os termos originais são estranhos na contemporaneidade.

## História
Depois das comunidades pré-históricas, a difusão etnolinguística banta, em virtude do tráfico de escravos, veio criar as premissas institucionais que permitiram a instalação, entre 1615 e 1975, de povos doutras regiões do continente ou doutros continentes, como sejam portugueses, neerlandeses, franceses, brasileiros, árabes-suaílis, judeus e senegalenses. 
Embora já tivesse recebido a presença e um padrão português em 1482 no Cabo de Santa Maria, foi somente a partir de 1578 que deu-se a fixação portuguesa na região da província de Benguela, perto da actual Porto Amboim. A fixação portuguesa marcou o início da exploração da região sul de Angola.

### Capitania e reino
Em 1615, Filipe II de Portugal, no contexto da União Ibérica, por ato legal, separou as terras ainda sob pleno domínio do Reino de Benguela da capitania de Angola (ou de Luanda), para a criação da "Capitania de Benguela". A capitania teve como sede inicialmente a cidade de Benguela-a-Velha (actual Porto Amboim). 
Paralelamente, naquele mesmo ano, o reino de Benguela, até então uma pequena entidade política ovimbunda com domínio sobre a região da baía das Vacas, celebra acordo de comércio com Portugal, aproveitando-se do suporte lusitano para anexar várias ombalas do litoral e interior próximo. A constituição desse reino expandido vinha como resposta ao contexto vigente e necessidade na época, então identificada pela coroa lusa, de fazer a ligação por terra entre a costa ocidental africana e Moçambique, visando a fortificação e consolidação do reino de Portugal. Mesmo com o reino de Benguela anexando várias ombalas, a organização política dos ovimbundos no litoral sempre foi mais fraca do que aquela observada no Planalto Central de Angola.
Preferiu-se, em 1617, transferir a sede da "capitania de Benguela", para uma posição mais ao sul, na baía das Vacas, próximo ao centro político do reino de Benguela (já um reino vassalo), no intuito desta capitania servir de entidade administrativa colonial junto ao reino nativo, sob a liderança de um governador (capitão-tenente). Montado o arcabouço político-militar, os representantes coloniais massacraram e submeteram à escravidão as populações vandombe de Cingongo (cujo sistema sociopolítico, por serem povos seminômades pastores, era instável) e edificaram um presídio. Nestas condições, emergindo entre quintalões mercantis, desenvolveu-se um entreposto comercial, alimentado pelos armadores negreiros da baía das Vacas, que tomou a designação de Ombaca, do qual se ergueu a configuração arquitectónica da capital provincial de Benguela.
Por essa altura, Angola ficou geograficamente estruturada em duas capitanias-gerais principais (Luanda e Benguela) e cinco grandes reinos, além de uma miríade de Estados satélites. Os principais Estados angolanos em 1617 eram o reino do Congo, o reino de Dongo-Angola, o reino Lunda, o reino de Cassange e o de reino de Benguela (até então o único vassalo de Portugal), este último com regime administrativo de tipo autónomo, sob liderança conjunta de um rei local.
Neste ínterim, a região litorânea da província de Benguela acabou por cair sob domínio neerlandês em 1641, permanecendo em tal condição até 1648. A ocupação neerlandesa estruturou-se com uma base naval em Benguela, um entreposto naval avançado em Benguela-a-Velha e uma feitoria comercial em Quicombo, além das posições mais ao norte; centrava-se no comércio de produtos agrícolas e de escravos, utilizando basicamente as mesmas rotas anteriormente dominadas pelos lusitanos. Na reconquista de Angola, as posições neerlandesas renderam-se após cerco naval a Benguela, a capital da porção sul de Loango-Angola (nome oficial da colônia). O reino de Benguela, aliado luso, afastou-se do litoral, abrigando-se no planalto do Amboim, somente voltando após o restabelecimento dos portugueses.

### Século XIX

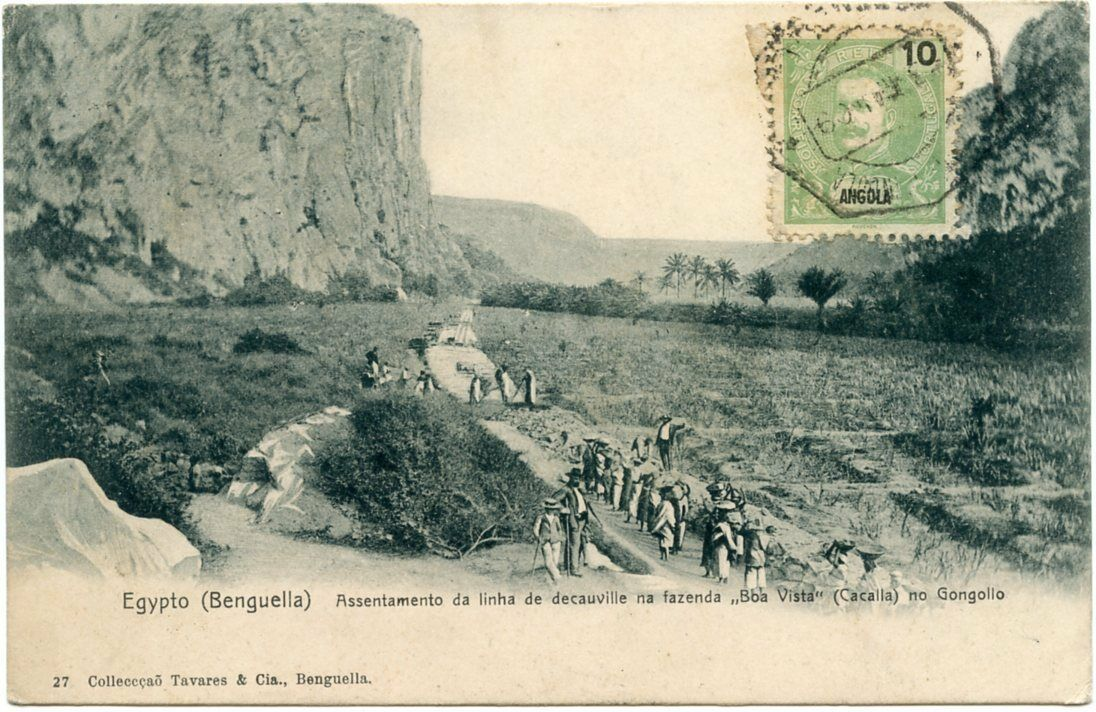
Manutenção do Caminho de Ferro de Benguela, utilizando a tecnologia decauville, na fazenda Boa Vista, na província de Benguela, em 1910.

O "distrito de Benguela" foi criado em substituição à "capitania de Benguela" em 1779, como resposta às pretensões coloniais francesas, britânicas e belgas em Angola, com jurisdição sobre todo o sul da colônia; a partir de 19 de abril de 1849, Angola passou a contar com 3 distritos: Luanda, Benguela e Moçâmedes. Mais tarde foram criadas em Benguela as vilas do Bocoio, do Balombo e da Ganda.
Até o início do século XIX a rota saída de Benguela interligava-se com o resto do sertão através do reino Bailundo ou passando por Caconda, Quiaca, Quipeio, Huambo e Sambú, tendo em vista alcançar os trabalhadores covongos, que eram importantes guias sertanejos e tropeiros do Bié, que davam acesso ao resto de África.
Em 1885, as diversas potências europeias colonizadoras assinaram os acordos da Conferência de Berlim nos quais foram estabelecidos os tratados com vista a delimitar os vários territórios de África. Além da progressiva definição da fronteira de Angola, através de acordo pontuais com os países colonizadores vizinhos, os acordos previam a instalação de um governo efectivo do território, o que implicou uma intensificação da ocupação militar e um aumento dos incentivos à fixação de agricultores no interior do país, sob pena de perda do reconhecimento do direito à colónia pelos restantes países europeus, essencialmente França, Países Baixos, Alemanha, Bélgica e Reino Unido.
A industrialização regional iniciada no final do século XIX, com as fábricas de açúcar, o porto do Lobito e o Caminho de Ferro de Benguela, foi atraindo uma mão-de-obra variada de diferente partes do mundo. Com a mudança das estratégias de penetração europeia, a partir de meados do século XIX, assistiu-se a uma escalada de conflitos em todo o território angolano, excepto em Cabinda, por respeito aos tratados de protecção assinados com os portugueses. A província de Benguela chegou a ser a base de operações da Segunda Guerra Luso-Ovimbundo.

### Século XX
A fundação da cidade do Lobito, em 1913, ocorreu como resposta á geopolítica internacional, através do investimento na área dos transportes, que se traduziu na construção do Caminho de Ferro de Benguela e do porto do Lobito, para ligar o interior de África à Europa colonizadora. A queda de cotação internacional do sisal mudou o rumo de Benguela. A reconversão da actividade económica foi feita através de uma aposta na pesca. A costa de Benguela é muito rica em recursos piscatórios e o desenvolvimento da actividade pesqueira levou ao crescimento da população residente.
A partir de 1940 povos de outras origens, como os alemães, cabo-verdianos e são-tomenses fluíram em grande escala para a região. As populações de origem europeia emigravam por causa da guerra, esse mesmo motivo fazia as populações do interior do país migrarem para o litoral.
No processo que levou a independência de Angola, a província foi área de grandes conflitos tornando-se mais intensos com a aproximação de novembro de 1975 quando, durante a operação Savana, a Força de Defesa da África do Sul tomou as principais cidades da província e as entregou às tropas da União Nacional para a Independência Total de Angola (UNITA). Durante o ano de 1976 o Movimento Popular de Libertação de Angola (MPLA) e Cuba, inseridos na operação Carlota, conseguem recuperar o litoral e parcialmente o interior da província benguelina.
Quando da governação provincial de Paulo Teixeira Jorge, em 1993, ocorreu sob seu comando em território benguelino a famosa "resistência da 'República Socialista de Benguela'", uma operação militar crucial contra o avanço das tropas da UNITA durante a Guerra dos 55 Dias, conseguindo manter sob controlo do governo angolano o vital porto do Lobito, o ponto de escoamento do Caminho de Ferro de Benguela.

## Geografia

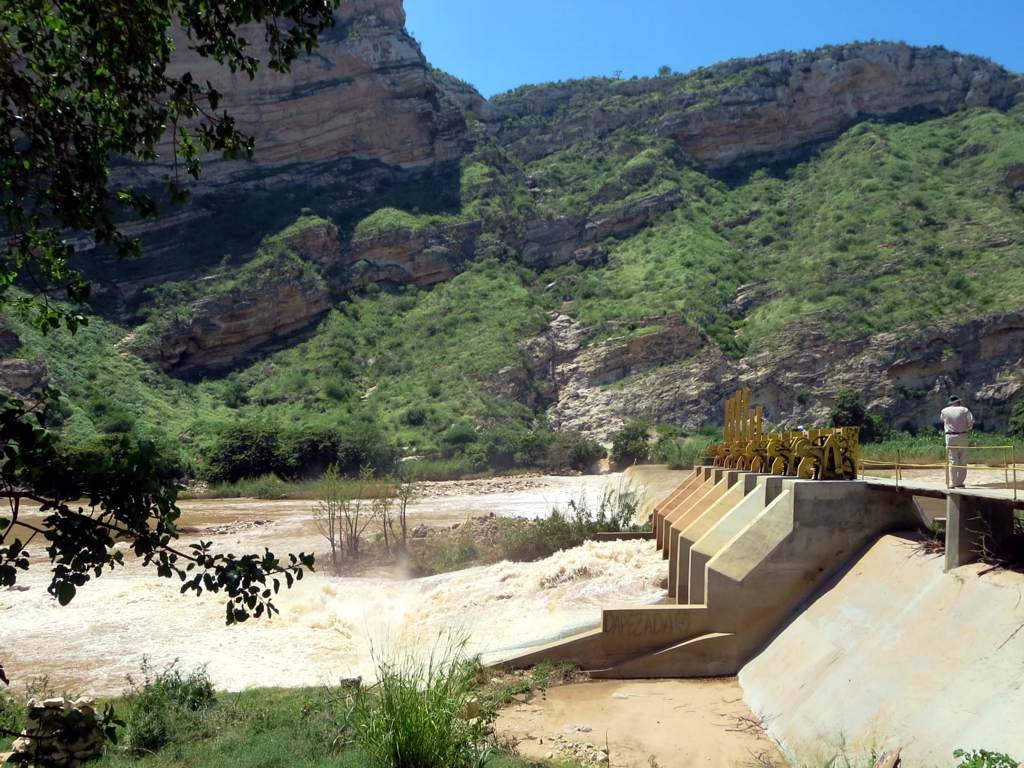
Barragem do Catumbela, em 2015. A construção serve de controle do fluxo hídrico do rio de mesmo nome. Ao fundo, uma projeção montanhosa contrasta com o rio.

A província de Benguela limita-se ao norte com a província do Cuanza Sul, a leste com a província do Huambo, a sudeste com a província da Huíla, a sudoeste com a província do Namibe e a oeste com o Oceano Atlântico.

### Clima
Segundo a classificação climática de Köppen-Geiger, no populoso litoral norte benguelino prevalece o clima semiárido quente (BSh), se prolongando desde o Egipto Praia, passando pela capital provincial, Bolonguera e chegando até Chongorói. O litoral sul provincial, entre o Cuio, o Dombe Grande e o Cabo de Santa Maria insere-se na categoria de desértico quente (BWh). Já na região entre Chila, Bocoio, Cubal e Capupa predomina o clima tropical de savana (Aw/As), enquanto que nas regiões entre Chicuma, Ganda e Balombo o clima oceânico (Cwa/Cwb).

### Demografia
A grande maioria da população pertence hoje à etnia dos ovimbundos, mas os diferentes grupos — mundombes, muanhas, gandas, lumbos, quilengues — foram em geral "umbundizados" apenas no século XIX. Como consequência da Guerra Civil Angolana e do êxodo rural que esta desencadeou, muitos ovimbundos de outras regiões, nomeadamente da província do Huambo, migraram para as cidades de Benguela e do Lobito que, como todas as grandes cidades de Angola, cresceram enormemente nas últimas décadas. A Região Metropolitana de Benguela, por sua vez, passou a ser uma região mais miscigenada e cosmopolita, com povos de todas as origens angolanas, além de muitos estrangeiros.
A principal língua falada na província é o português, sendo registrado a variante dialeto benguelense, um dos quatro que há dentro do português angolano. Já entre as tradicionais a presença maior é da língua umbunda.

### Ecologia, flora e fauna
Domina o sudeste, o centro e o litoral norte da paisagem da província a ecorregião das "florestas de miombo angolanas", com flora de savana de folha larga decídua úmida e floresta com domínio de miombo, além de pastagens abertas. Numa pequena faixa do extremo sul da província predominam as "florestas de savana/escarpa da Namíbia", com a caracterisca desértica de matagal xérico influenciada pelo deserto de Moçâmedes, que tem como principal flora a welwitschia mirabilis. O litoral, até a altura da Baía Farta, é dominado pelas "dunas arenosas do deserto de Caoco" (ou Kaokoveld), com imensas paisagens inóspitas de areia e montanhas rochosas. Faixas ao nordeste e ao centro-leste, junto aos planaltos do Amboim, Chicuma e Balombo-Ganda, incluem as "savanas e florestas de escarpa angolanas", caracterizada por matas secas, gramíneas altas e prados arborizados.

### Hidrografia
A província benguelina tem seu território irrigado por seis grandes bacias, que tem como rios principais o Cubal-Quicombo, o Balombo, o Cubal do Lumbo, o Catumbela (o maior rio e a maior bacia provincial), o Cavaco (o maior rio e bacia interiamente benguelino) e o Coporolo. Há ainda as micro-bacias dos rios Eval, Cuula, Cucumba, Nhime, Lua, Equimina, Calongolo, Lucipo e Catara. Todas as bacias correm num sentido leste para oeste.

### Relevo
Nesta província encontra-se a porção sul do grande Planalto do Amboim, além do Planalto da Chicuma, do Planalto Balombo-Ganda, da Bordadura Subplanáltica do Bocoio e do Subplanalto Bocoio-Cubal. O ponto culminante do território benguelino é a Serra da Catumbela (extensão do Planalto da Chicuma), com mais de 1700 metros de elevação.

## Economia

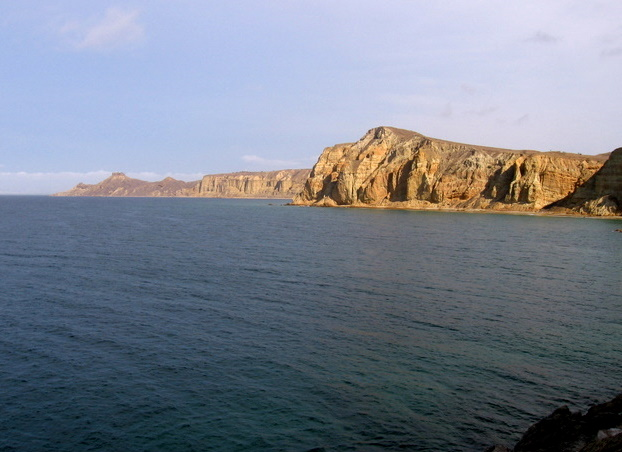
Falésias da praia de Baía Azul, na baía da Caota, na província de Benguela.

### Agropecuária e extrativismo
O setor agropecuário da província de Benguela concentra-se na produção de algodão, açúcar, café, bananas, feijão, e horticultura. Os rebanhos de maior volume são os de suínos e bovinos. O extrativismo concentra-se na pesca artesanal e industrial.

### Indústria e mineração
O setor industrial provincial está assentado na metalurgia, reparos de embarcações, refino de petróleo, materiais de construção, têxtil (confecção de sisal) e produtos alimentares. Na agroindústria existe o processamento da carne suína e bovina, além do beneficiamento do leite.
A mineração assenta-se na extração mineral do tungsténio, da grafite, areia e outros minerais.

### Comércio e serviços
O setor de comércio é vital para a província, disponibilizando produtos básicos à população, além de ser uma grande fonte de arrecadação, na medida em que supre boa parte das províncias centrais angolanas através do Caminho de Ferro e das rodovias EN-250 e EN-260.
Outra fonte de renda importante desse setor vêm das atividades ligadas ao turismo, concentradas basicamente nas praias marítimas de Lobito, Benguela e Baía Farta.

## Cultura e lazer
Com um mosaico cultural muito rico, a província mantém algumas das mais importantes manifestações do país, e; alguns de seus patrimônios históricos e naturais estão entre os de maior valor da nação.

### Festejos e manifestações culturais
Em Benguela há várias manifestações religiosas católicas de grande relevo, sendo as maiores a Procissão de Velas, em devoção de Nossa Senhora de Fátima; a Procissão do Corpo de Deus, em devoção ao Santíssimo Sacramento, e; as Solenidades dos Santos Pedro e Paulo, promovidos pela Paróquia de São Paulo da Bela-Vista de Lobito. Todas são capitaneadas pela Diocese de Benguela.
Outras festividades de grande relevo são as do carnaval de Benguela, Lobito e Catumbela.

### Lazer
Alguns dos principais pontos de lazer da província estão nas praias de Lobito, Baía Farta e Benguela, no Farol do Lobito, no Forte de São Sebastião do Egito, no Parque Regional de Chimalavera e na Restinga de Lobito.